# Volta a Califòrnia 2010
La Volta a Califòrnia 2009 es disputà entre el 16 i el 23 de maig de 2010. En aquesta edició la Volta a Califòrnia canvia les tradicionals dates del febrer per aquestes del maig. La cursa forma part de l'UCI America Tour 2010.
La cursa fou guanyada per l'australià Michael Rogers, per davant David Zabriskie i Levi Leipheimer, vencedor de les tres darreres edicions. Amb aquesta victòria acabà amb el domini estatunidenc en el palmarès, ja que fins al moment sempre havien estat ciclistes dels Estats Units els vencedors finals.

## Equips participants
En aquesta edició hi prenen part 16 equips de 8 ciclistes cadascun: 7 equips ProTour, 2 equips continentals professionals i 7 equips continentals:
| Equips ProTour - Garmin-Transitions - Quick Step - Liquigas-Doimo - Rabobank ProTeam - Team HTC-Columbia - Team RadioShack - Team Saxo Bank | Equips continentals professionals - BMC Racing Team - Cervélo TestTeam | Equips continentals - Bissell - Fly V Australia - Jelly Belly-Kenda - Kelly Benefit Strategies - SpiderTech-Planet Energy - Team Type 1 - Unitedhealthcare-Maxxis |

## Classificacions finals

### Classificació general
|    | Ciclista              | Equip                   | Temps       |
| -- | --------------------- | ----------------------- | ----------- |
| 1  | Michael Rogers (AUS)  | Team HTC-Columbia       | 33h 08' 30" |
| 2  | David Zabriskie (USA) | Garmin-Transitions      | + 9"        |
| 3  | Levi Leipheimer (USA) | Team RadioShack         | + 25"       |
| 4  | Chris Horner (USA)    | Team RadioShack         | + 1' 04"    |
| 5  | Ryder Hesjedal (CAN)  | Garmin-Transitions      | + 1' 08"    |
| 6  | Jens Voigt (GER)      | Team Saxo Bank          | + 1' 44"    |
| 7  | Rory Sutherland (AUS) | UnitedHealthcare-Maxxis | + 1' 58"    |
| 8  | Peter Sagan (SVK)     | Liquigas-Doimo          | + 2' 06"    |
| 9  | Janez Brajkovič (SLO) | Team RadioShack         | + 2' 42"    |
| 10 | Phil Zajicek (USA)    | Fly V Australia         | + 3' 21"    |

## Etapes
| Etapes | Data       | Recorregut                      | km    | Vencedor etapa          | Líder general         |
| ------ | ---------- | ------------------------------- | ----- | ----------------------- | --------------------- |
| 1      | 16 de maig | Nevada City - Sacramento        | 167,8 | Mark Cavendish (GBR)    | Mark Cavendish (GBR)  |
| 2      | 17 de maig | Davis - Santa Rosa              | 176,2 | Brett Lancaster (AUS)   | Brett Lancaster (AUS) |
| 3      | 18 de maig | San Francisco - Santa Cruz      | 182,8 | David Zabriskie (USA)   | David Zabriskie (USA) |
| 4      | 19 de maig | San José - Modesto              | 195,5 | Francesco Chicchi (ITA) | David Zabriskie (USA) |
| 5      | 20 de maig | Visalia - Bakersfield           | 195,5 | Peter Sagan (SVK)       | Michael Rogers (AUS)  |
| 6      | 21 de maig | Palmdale - Lac Big Bear         | 217   | Peter Sagan (SVK)       | Michael Rogers (AUS)  |
| 7      | 22 de maig | Los Angeles - Los Angeles (CRI) | 32    | Tony Martin (GER)       | Michael Rogers (AUS)  |
| 8      | 23 de maig | Thousand Oaks - Thousand Oaks   | 134,4 | Ryder Hesjedal (CAN)    | Michael Rogers (AUS)  |

## Evolució de les classificacions
| Etapa (Vencedor)             | Classificació general | Classificació dels joves | Classificació de la muntanya | Classificació dels esprints | Classificació per equips | Combativitat       |
| ---------------------------- | --------------------- | ------------------------ | ---------------------------- | --------------------------- | ------------------------ | ------------------ |
| 0Etapa 1 (Mark Cavendish)    | Mark Cavendish        | Alexander Kristoff       | Paul Mach                    | Mark Cavendish              | Team HTC-Columbia        | Maarten Tjallingii |
| 0Etapa 2 (Brett Lancaster)   | Brett Lancaster       | Peter Sagan              | Thomas Rabou                 | Brett Lancaster             | UnitedHealthcare-Maxxis  | Thomas Rabou       |
| 0Etapa 3 (David Zabriskie)   | David Zabriskie       | Peter Sagan              | Thomas Rabou                 | Mark Cavendish              | Team RadioShack          | Will Routley       |
| 0Etapa 4 (Francesco Chicchi) | David Zabriskie       | Peter Sagan              | Ryan Anderson                | Mark Cavendish              | Team RadioShack          | Lars Boom          |
| 0Etapa 5 (Peter Sagan)       | Michael Rogers        | Peter Sagan              | Ryan Anderson                | Peter Sagan                 | Team RadioShack          | Ben Day            |
| 0Etapa 6 (Peter Sagan)       | Michael Rogers        | Peter Sagan              | Thomas Rabou                 | Peter Sagan                 | Team RadioShack          | George Hincapie    |
| 0Etapa 7 (Tony Martin)       | Michael Rogers        | Peter Sagan              | Thomas Rabou                 | Peter Sagan                 | Garmin-Transitions       | Tony Martin        |
| 0Etapa 8 (Ryder Hesjedal)    | Michael Rogers        | Peter Sagan              | Thomas Rabou                 | Peter Sagan                 | Garmin-Transitions       | Iaroslav Popòvitx  |
| 0Final                       | Michael Rogers        | Peter Sagan              | Thomas Rabou                 | Peter Sagan                 | Garmin-Transitions       |                    |